# Furtunești
Furtunești – wieś w Rumunii, w okręgu Buzău, w gminie Gura Teghii. W 2011 roku liczyła 942 mieszkańców.